# Apororhynchus amphistomi
Espèce
Apororhynchus amphistomi  est une espèce d'acanthocéphales de la famille des Apororhynchidae. C'est un parasite digestif d'oiseaux néarctiques découvert par Byrd et Denton en 1949.